# Ґжебенисько
Ґжебенисько (пол. Grzebienisko) — село в Польщі, у гміні Душники Шамотульського повіту Великопольського воєводства.
Населення — 797 осіб (2011).
У 1975-1998 роках село належало до Познанського воєводства.

## Демографія
Демографічна структура станом на 31 березня 2011 року:
|          | Загалом | Допрацездатний вік | Працездатний вік | Постпрацездатний вік |
| -------- | ------- | ------------------ | ---------------- | -------------------- |
| Чоловіки | 372     | 101                | 241              | 30                   |
| Жінки    | 425     | 97                 | 255              | 73                   |
| Разом    | 797     | 198                | 496              | 103                  |